# Dar mar (televizijska serija)
Dar Mar je hrvatska telenovela u produkciji Nove TV. Snimanje serije započelo je tijekom ljeta 2020. godine, a prikazivanje 5. listopada 2020. godine. Prikazuje se od ponedjeljka do petka u 21:15.Snimanje prve sezone završilo je 4. ožujka 2021. godine, dok je emitiranje iste završilo 17. lipnja 2021. U lipnju je započelo snimanje druge sezone, a završeno je 19. kolovoza 2021., dok emitiranje kreće 4. listopada 2021. u 20:15 sati. Druga sezona, ujedno i kraj serije završila je 30. prosinca 2021.

## Radnja serije
Radnja serije odvija se u malom mediteranskom selu zvanom Dizmovo, gdje nema signala i gdje kao da je vrijeme stalo. Serija prati živote velikog broja likova, a serija se može podijeliti na 5 epoha:
1. spašavanje policijske postaje od zatvaranja
2. sukob s obližnjim selom Gizmovom
3. vjenčanje Željka i Milene
4. 4. otmica Željka i osnivanje agencije Ćuk-Hrušt
5. Željkov povratak i rasplet serije.

## Zanimljivosti
- Serija se počela snimati unatoč pogoršanom stanju pandemije koronavirusa u Hrvatskoj.
- Glumice Martina Stjepanović i Lucia Glavich Mandarić već su igrale sestre u seriji Na granici.
- Lik Milana Štrljića zove se Mile, kao i u seriji Kud puklo da puklo.
- Mjesto u seriji Dizmovo, zove se po sv. Dizmi, po kojem je nazvana i župa u seriji. Sveti Dizma obraćeni je razbojnik, koji je bio razapet s desne strane Isusova križa.[4] Najstarija crkva na svijetu posvećena tom neobičnom svecu-razbojniku nalazi se u Zagrebu.[5]
- U seriji je glumila Kolinda Grabar-Kitarović u ulozi predsjednice Republike Hrvatske (tada je već bila bivša predsjednica).

## Pregled serije
| Sezona | Sezona | Epizoda | Premijera sezone   | Kraj sezone        |
| ------ | ------ | ------- | ------------------ | ------------------ |
|        | 1      | 152     | 5. listopada 2020. | 17. lipnja 2021.   |
|        | 2      | 52      | 4. listopada 2021. | 30. prosinca 2021. |

## Glumačka postava

### Glavna glumačka postava
| Glumac/ica                      | Lik                                 | Opis lika |
| ------------------------------- | ----------------------------------- | --- |
| Ksenija Pajić                   | Božena Bajić (djev. Hrušt)          | Šefica najmanje policijske postaje u državi, u mjestu bez interneta i signala. Božena je policajka čvrste ruke i velika srca. Neposredna, uporna, vrijedna, srčana, hrabra, bez dlake na jeziku i krajnje tvrdoglava. |
| Fabijan Pavao Medvešek          | Branko Tabak                        | Omiljeni je policajac u mjestu. Mještani ga vole zbog širokogrudna karaktera, dobroćudnosti i jednostavnosti. Prirodno je pametan kad treba biti, ali isto tako jako ishitren i nestrpljiv. |
| Siniša Ružić                    | Kruno Bajić                         | Kruno je zubar, podrijetlom je iz Zagreba, a u Dizmovo se preselio zbog supruge Božene. |
| Roko Sikavica                   | Željko Maher                        | Najmlađi policajac, mamin sin, lakomislen i emocionalno nezreo. Kad su cure u pitanju, ponaša se kao nezreli tupan, a da stvar bude gora, htio bi biti frajer. |
| Lucia Stefania Glavich Mandarić | Milena Maher (djev. Brkljača)       | Romantik, Jurina kći iz drugog braka. Odlučna je i uporna kao Jure, tatina kćerka, ali za razliku od Jure koji se bori za sebe, Milena se uvijek bori za pravdu. Nježna, no snažnog integriteta. Iako pametna, emocije vladaju njom i njenim svijetom. |
| Martina Stjepanović             | Suzana Knežić (djev. Brkljača)      | Jurina i Spomenkina kći, seksi, samostalna i odvažna. Od mame je naslijedila integritet i jasan stav te ne brine o mišljenjima drugih. Svjesna svoje ljepote, ali i ženstvenosti, samopouzdanje joj se ističe kao najjača vrlina. Jednostavno je uvjerena da može napraviti što god želi pa se tako i ponaša. |
| Milan Štrljić                   | Mile Ćuk                            | Za sebe misli da je uglađeni gospodin koji drži do sebe. Iako u mirovini, uvijek je u uniformi. Mile, poput vojnika, još uvijek volonterski patrolira ulicama svoga mjesta i dijeli pravdu lokalcima, bilo to parkirne kazne ili tjeranje mladeži s klupica u parku. |
| Radoslava Mrkšić                | Bernarda Zlonoga (baba Beba) #2     | Beba je Ankičina mama, lukava i prepredena, uvijek spremna na (neprimjeren) komentar. Ukratko – Beba misli da je neuništiva. Iskusila je život, ona je pragmatik, materijalist i cijeni ljude koji znaju doći do onog što žele. Voli svoju obitelj, no smatra ih sve redom nesposobnima za život. |
| Enes Vejzović                   | Jure Brkljača                       | Na prvi pogled patrijarhalan, autoritativan. Silno ambiciozan i samom sebi važan. Jure je glavni uvijek, svugdje, u svakoj situaciji. Htio bi da ga svi slušaju i bez zapitkivanja rade što im on kaže. U stanju je brzo planuti, a najviše ga nervira kad mu netko radi iza leđa. Njegov glavni suparnik u mjestu je – Božena, njegova neprežaljena ljubav iz mladih dana. Dva vatrena karaktera, puno strasti, još više sukoba. Na kraju je Božena ostavila Juru i on to ni nakon dva braka i velike karijere nije prebolio, iako to nikada nikome ne bi priznao. |
| Draško Zidar                    | Dalibor Grob                        | Lokalni pogrebnik, vječno u strahu od oskudice, plašljiv, pehist. Naslijedio je obiteljski posao koji je još njegov pradjed Borko pokrenuo, a i dandanas se ispovijeda pradjedovoj slici jer mu je on najveći uzor u životu. Dalibor je osoba koja stalno štedi novac za »crne dane«. |
| Petar Burić                     | Gabrijel Jakelić                    | Gabrijel je sa sestrom Anđelom i bratom Rafaelom živio u siromašnoj, ali skromnoj, obitelji. Nakon što su njihovi roditelji preminuli u prometnoj nesreći, Gabrijel je preuzeo ulogu oca i brigu o Rafaelu i Anđeli, odlučan da ne završe u domu. Gabrijel je isprve radio fizičke poslove, no uskoro je shvatio da to neće biti dovoljno da prehrani obitelj. Kada je saznao da Anđela boluje od »vučjeg srca«, i da će trebati veliku svotu za operaciju, Gabrijel je počeo krasti i preprodavati aute za opasnog mafijaša s kojim ga je spojio njihov ujak Dugi. Iako ne voli taj posao, Gabrijelu se ipak sviđa uzbuđenje koje on donosi. Kad dođe u Dizmovo zaljubit će se u Daliborovu kćer Dadu, kao i ona u njega. |
| Katarina Madirazza              | Daliborka Dada Jakelić (djev. Grob) | Starija kćer Grobovih. Zrela, bistra, odgovorna, otkačena u odnosu na druge mještane. Dada zna tko je i sasvim je pomirena s tim. Sigurna u svoje odluke, praktična na tatinu stranu, kreativna na maminu, pomalo mračna, s dozom elegancije. Kad se Gabrijel pojavi u Dizmovu zaljubit će se u njega, kao i on u nju. |
| Ankica Dobrić                   | Violeta Grob (djev. Antonini)       | Daliborova supruga, Dadina i Lindina majka, zgodna, koketna. Frizerka koja uvijek drži do sebe i smatra se najzgodnijom u mjestu, ili barem onom koja ima najviše ukusa. Voli šarenilo, raskoš, glazbu i nema baš osjećaj za novac kao njen suprug. |
| Mia Mikulec                     | Linda Grob                          | Mlađa kći Grobovih, Daliborova mezimica. Koliko ambiciozna toliko i inteligentna, sve zna, u sve se razumije i jednoga dana želi biti predsjednica Republike Hrvatske. Uzor joj je bivša predsjednica Kolinda Grabar-Kitarović, čiji ogroman poster ima na zidu u svojoj sobi. |
| Magdalena Živaljić Tadić        | Anđela Jakelić                      | Anđela je Rafina i Gabrijelova sestra. Svjesna svoje bolesti i mogućeg skorog kraja života, Anđela živi pod geslom »iskoristi dan«. Nikad se ne predaje tužnim stanjima, pokušava uživati u svakom trenutku svog života. Vesela je i luckasta, uvijek spremna napraviti nešto neuobičajeno. Anđela obožava svoju braću, ali zna biti stroga prema Rafi koji se često uvaljuje u nevolje, i ljuti se na Gabrijela jer se uvalio u posao s mafijašima. Anđela ga krivi zbog toga i zapravo odbija njegovu pomoć, uvjerena da je njena sudbina u njenim rukama, i da će se sama pobrinuti za sebe. Često se koška s Rafom, a u Gabrijelu vidi veliki potencijal koji bi mogao propasti zbog posla s kriminalcima. Anđela se oblači šareno i veselo (ali ne i djetinjasto), nježne je građe, ali zna se postaviti ako je braća naljute. Impulzivna je poput Gabrijela i ponekad je drugima teško držati korak s njom. Pokušava iskoristiti svaki trenutak svog života. |
| Toma Medvešek                   | Rafael Rafo Jakelić                 | Rafael je maloljetni Gabrijelov brat, »buntovnik bez razloga«. Idealizira brata i želi ga zadiviti, no to najčešće ne završi dobro. Hrabar je na brata, ali nije toliki vuk samotnjak, nego uživa u društvu ljudi i ima više povjerenja u njih. Rafo uživa u sitnim provokacijama i situacijama u kojima je centar pažnje. Iako je tinejdžer koji se ponekad tipično tako i ponaša, Rafo je vrlo inteligentan i bolje zna s ljudima od Gabrijela. Dok Gabrijel nikome ne vjeruje, Rafo se lakše otvara i brže čita ljude. Ponekad zna biti pravi mali manipulator, ali kada zatreba, iskren je i za obitelj bi napravio sve. Rafo voli paziti na izgled i dotjerati se, za razliku od brata, zbog čega ga Anđela često zeza. Dok je Gabrijel najčešće u jednostavnoj bijeloj majici i crnom jeansu, Rafo se odijeva slobodnije. Mašta o karijeri u hip-hopu i potajno piše pjesme. Zaljubit će se u privlačnu Suzanu, koja će biti zbunjena silnom pažnjom koju dobiva od maloljetnika. U Rafu će se zaljubiti Linda, koju će Rafo odvući u (sitne) probleme sa zakonom. |
| Jasna Odorčić                   | Ankica Maher (djev. Zlonoga)        | Željkova majka, Stipina supruga, dobrodušna i radišna žena, ćudoredna tračerica. Medicinska sestra, radi u ambulanti. Redovita gošća na misi, sklona je brzo pretpostaviti najgore u vezi bilo čega, pa tako, ako baba Beba ne dođe na večeru, Ankica je odmah kreće tražiti po susjedstvu. |
| Vladimir Posavec Tušek          | Stipe Maher                         | Željkov otac, Ankičin suprug. Doktor je, radi u ambulanti sa svojom suprugom Ankicom. |
| Mia Anočić Valentić             | Sara Tabak Seka (djev. Mikulić)     | Brankova supruga, Zokijeva sestra blizanka. Vječni optimist vedra duha, na sve odgovara sa smijehom i prihvaćanjem. Naizgled bedasta, ali zapravo pragmatična i jednostavna, vrlo organizirana. Brbljava, ne srami se reći što misli. U braku je s Brankom i imaju blizance. |
| Marko Braić                     | Zoran Zoki Mikulić                  | Buntovnik bez razloga, lokalni frajer, vječni student i neodgovoran. Uvjeren je da mu cigareta u ustima i motor (kojeg nema) garantiraju poseban status među ženama. Studira promet, živi sa sestrom Sekom i ujakom Milom. Roditelji im rade u Njemačkoj te redovito šalju novac. |
| Barbara Nola                    | Spomenka Brkljača djev. Radić       | Vlasnica lokalne gostionice, Suzanina majka, Jurina bivša supruga, Spomenka je na prvom mjestu profesionalka. Prava šankerica koja zna kako kome pristupiti, udijeliti prijateljsku riječ, ali i izbaciti pijance iz birtije naglavačke, zbog čega je svi mještani poštuju. Jezičava, odgovorna i stroga, ali sve čini iz dobrih namjera. |
| Robert Ugrina                   | Petar Pero Brkljača                 | Jurin podli brat sa specifičnim setom »moralnih vrijednosti«. Uvijek je zapuhan, u problemu, uvijek nešto rješava, sređuje, kombinira i sklapa u svrhu svoje koristi i profita. I redovito ne uspijeva u tome. U vezi je s Janom. |
| Ana Begić Tahiri                | Jana Dobrila djev. Zlokić           | Ona je tvrdoglava, ali uz to pohlepna i sebična. Jana je prilično maliciozna, ne vjeruje nikome i spremna je zabiti nož u leđa – kome god je potrebno. U vezi je s Perom. |
| Alen Šalinović                  | Dugi                                | Dugi je dobio nadimak zbog svog zdepastog izgleda i »dugih prstiju« kradljivca. U vezi je sa Žanom. Dugi je lopov niska morala, sa svima dobar, ni s kim iskren. Okreće se »kako vjetar puše« i spreman je na sve da dođe do brze zarade. Prepreden i lukav u poslu, Dugi je privatno srčan i, na svoj način, odan obitelji. Kad je riječ o njegovim nećacima, često reagira impulzivno, iz emocije. Za njih bi »ruku u vatru dao«, ali to gotovo uvijek ostaje samo na riječima. Dugi je, prije svega, sam sebi na prvom mjestu. |
| Olga Pakalović                  | Žana                                | U vezi je s Dugim. Žana je bila jedna od ljubavnica s kojom je Crni varao Tinu. |
| Momčilo Otašević                | Nino Zečić                          | Policajac koji je došao iz Gizmova. Surađuje s Jakelićima. |

### Seriju napustili
| Glumac/ica    | Lik                             |
| ------------- | ------------------------------- |
| Meliha Fakić  | Bernarda Zlonoga (baba Beba) #1 |
| Stjepan Perić | svećenik Srećko Zlonoga         |
| Jan Kerekeš   | Ljubo Dobrila                   |

### Gostujuće uloge

#### 1. sezona
- Anica Kovačević kao zubarica
- Borko Perić kao Marko Obad
- Igor Mešin kao župan Roko Bandera
- Nikša Kušelj kao Jorgovan
- Slavko Sobin kao Siniša Knežić
- Velimir Čokljat kao biskup Blejić
- Antun Tudić kao Radovan
- Lovro Ivanković kao novinar Dubravko
- Ivana Knoll kao baba Beba u mladim danima
- Ivica Gunjača kao odvjetnik
- Kolinda Grabar-Kitarović kao predsjednica
- Jadranka Elezović kao Jadranka Zimić†
- Katarina Šestić kao socijalna radnica Jasmina
- Mila Elegović kao Mirjana Čičak Maca
- Vesna Tominac kao Ružica Zečić
- Radoslava Mrkšić kao starija časna sestra Domenika†
- Vini Jurčić kao mlađa časna sestra Domenika
- Anamarija Jurišić kao Višnja
- Mladen Čutura kao ministar unutarnjih poslova
- Gorana Marin kao Duška Pikić
- Mladen Kovačić kao kompa
- Csilla Barath Bastaić kao zamjenica ministra turizma Vesna Horvat
- Antonio Scarpa kao kapetan
- Goran Grgić kao načelnik Gizmova i mesar Vinko Zečić
- Janko Popović Volarić kao policajac Dino Zečić
- Ecija Ojdanić kao Ivanka Mikulić (djev. Ćuk)
- Stojan Matavulj kao Ilija Mikulić

#### 2. sezona
- Goran Malus kao vozač
- TS Sinovi Ravnice kao TS Sinovi Ravnice
- Velimir Čokljat kao biskup Blejić
- Slavko Sobin kao Siniša Knežić
- Goran Grgić kao načelnik Gizmova i mesar Vinko Zečić
- Janko Popović Volarić kao policajac Dino Zečić
- Žarko Savić kao Ante Brkljača†
- Konstantin Haag kao Jurgen
- Borko Perić kao Marko Obad
- Katarina Baban kao Tina Crnčević
- Kostadinka Velkovska kao Rozalija Crnčević †
- Boris Bakal kao Vlado Crnčević Crni
- Karla Lehki kao Dora Crnčević
- Sanja Marin kao medicinska sestra
- Josip Ledina kao Žarko
- Dominik Čičak kao policajac
- Mislav Stanojević kao Medved
- Tena Jeić Gajski kao matičarka

## Emitiranje
| Zemlja              | TV mreža   | Premijera serije    | Kraj prve sezone   | Premijera druge sezone | Kraj serije        |
| ------------------- | ---------- | ------------------- | ------------------ | ---------------------- | ------------------ |
| Hrvatska            | Nova TV    | 5. listopada 2020.  | 17. lipnja 2021.   | 4. listopada 2021.     | 30. prosinca 2021. |
| Hrvatska            | Nova World | 5. travnja 2022.    | 29. rujna 2022.    | –                      | –                  |
| Bosna i Hercegovina | Nova BH    | 17. listopada 2021. | 3. svibnja 2022.   | 4. svibnja 2022.       | 23. lipnja 2022.   |
| Srbija              | Prva TV    | 28. lipnja 2021.    | 12. rujna 2021.    | –                      | –                  |
| Srbija              | Prva World | 6. listopada 2021.  | 20. siječnja 2022. | –                      | –                  |
| Crna Gora           | Prva CG    | 28. lipnja 2021.    | 12. rujna 2021.    | –                      | –                  |

## Vanjske poveznice
- Službena stranica Nova TV
- Popis autora i suradnika serije 'Dar Nar' Nova TV
- Službena stranica sve epizode na Nova Plus
- Dar Mar u internetskoj bazi filmova IMDb-a